# Juan Ignacio Iztueta
Juan Ignacio de Iztueta Etxebarria (1767 - 1845) va ser un folklorista, escriptor en llengua basca i historiador basc. Juan Ignacio de Iztueta va ser pioner en la recopilació del folklore basc, especialment els seus balls, així com en la literatura en euskera. La seva obra Guipuzcoa´ko dantza gogoangarrien kondaira edo historia (records de la història de les danses de Guipúscoa), editada en 1824) va ser una fita referent a la conservació de les danses basques, i s'hi descriuen detalladament 36 danses diferents.
En el camp històric destaca pel seu llibre Guipuzcoaco provinciaren condaira edo història (Història de la província de Guipúscoa) editat en 1847 on fa un relat històric des de la conquesta romana fins a la primera guerra Carlista.

## Biografia
Juan Ignacio de Iztueta va néixer el 29 de novembre de 1767 en el poble guipuscoà de Zaldibia. Va ser el sisè de dotze germans. Va acudir a l'escola en la mateixa localitat i es va aficionar als balls populars, on destacà per la seva perícia com dantzari (ballarí). En 1790, amb 22 anys, es casa amb Maria Joaquina de Lizasoain amb la qual va tenir cinc fills. Durant aquest temps es dedicava a diversos negocis de venda d'aliments i mantenia un ramat d'ovelles.
El 6 de desembre de 1801 fou empresonat en ser acusat de robatori, acusació que sempre va qualificar de falsa, i va romandre 6 anys entre reixes. El 1802 morí la seva esposa. Sortí de la presó sota fiança i amb l'obligació de residir a Azpeitia. Allí hi conegué Concepción Bengoetxea, amb la qual es casaria el 9 de febrer de 1808 després de passar un temps, de nou, a la presó, ara a Logronyo. En aquest temps va escriure un poema d'amor a Concepció titulat Kontxesiri, que vol dir "a Concepción". Aquest poema de deu estrofes i en euskera, es faria molt popular. Una vegada casat va residir a Azpeitia i Sant Sebastià encara que hi ha constància que també va residir en altres llocs, ja que durant el setge de Sant Sebastià per les tropes angleses en 1813 Iztueta estava a Donibane Lohizune (Iparralde).

Concepción Bengoechea morí el 28 de març de 1815 havent tingut tres fills. En 1824, Iztueta edità el llibre Guipuzcoa´ko dantza gogoangarrien kondaira edo historia (records de la història de les danses de Guipúscoa) que li donà rellevància. D'aquesta obra l'editor, Santiago Unzueta, va dir: 
| « | seria molt interessant que hagués un exemplar, quan no més, en cada poble, custodiat en el seu arxiu per a memòria dels usos antics. | » |

 En aquesta obra no estan incloses les melodies dels 36 balls que descriu. Estes es van publicar dos anys més tard juntament amb les lletres. Amb seixanta anys es casà de nou amb la jove María Asunción de Urruzola (que comptava amb 20 anys). Obtingué el càrrec de Alcaide del Tribunal de Corregiment de Guipúscoa (director de presó) després d'encarregar-se per una dècada de la vigilància de la "Porta de Terra" de la ciutat.
En 1837 torna a Zaldibia i començà a escriure Guipuzcoaco provinciaren condaira edo història (Història de la província de Guipúscoa), que es publicaria dos anys després de la seva mort. El 18 d'octubre de 1845 morí en la seva residència de Zaldibia on encara seguia mantenint la seva relació amb la dansa.

## La seva obra
Juan Ignacio de Iztueta va realitzar una variada obra literària, com poeta destaca la seva composició Kontxesi, però també va escriure diverses poesies de temes populars, sàtires, amoroses religioses i patriòtiques. També va escriure dos petits assajos, un sobre el mètode pedagògic de l'ensenyament del castellà i l'altre sobre l'origen dels cognoms bascos. Com a historiador destaca l'obra de Guipuzcocaco proviniaren condaira edo historia en la qual, al llarg de 519 pàgines, realitza una descripció de la província de Guipúscoa i de la seva geografia i hidrografia, i en fa la història des de la conquesta romana fins a la primera guerra carlista, on destaca les accions del general Zumalacárregui coetani i conegut seu.
La seva major aportació és l'obra Guipuzcoaco dantza gogoangarrien condaira edo historia on exposa amb detall 36 danses de la província. Iztueta estava des de jove molt lligat al ball i en aquesta obra feu ús de la seva experiència com a ballarí i com a mestre i conductor de dansa. En l'obra, que no recull ni les melodies ni les lletres, que serien publicades posteriorment, fa referències des dels instruments (txistu, tamboril i dolçaina) fins a la forma del ball passant pel vestuari. L'obra té l'objectiu de preservar la cultura popular en un moment que la mateixa era menysvalorada per la mateixa gent del país.
Les danses recollides en aquesta obra són: Gizon dantza (ball d'homes), Gazte dantza (ball de joves), Etxe andre dantza (ball de mestresses), Galaien esku-dantza (ball de mà de galant), Neskatxen esku-dantza (ball de mà de joveneta), Edate dantza, Ezpata dantza (dansa d'espases), brokel dantza, Pordon dantza, Jorrai dantza, Azeri dantza (ball de la guineu), Bizkai dantza (dansa de Biscaia), Kuarentako erregala (regla de quaranta), San Sebastian, Galantak (elegants), Txatxaka, Eun dabikoa, Betronio txikia (petita betronio), Betronio Aundia (gran betronio), Azaladere, Erregela zarra (regla vella), Eundabikoa, Amorea Mergaritatxo (l'amor de Margarita), Erribera (ribera), Punta motz, Ondarribia aundia (Ondarribia gran), Ondarribia txikia (Ondarribia petita), Napartxo, Ormatxulo, Txipiritona, erreberentzia (reverència), Txakolin, Mizpirotz, Graziana i Billanzikoa (nadala).